# Belgian International 1973
Die Belgian International 1973 im Badminton fanden vom 24. bis zum 25. Februar 1973 in Brüssel statt.

## Finalergebnisse
| Disziplin    | Sieger                        | Finalist                   | Ergebnis            |
| ------------ | ----------------------------- | -------------------------- | ------------------- |
| Herreneinzel | Atik Jauhari                  | Setia Hermanto             | 15-8, 15-7          |
| Dameneinzel  | Joke van Beusekom             | Agnes van der Meulen       | 11-5, 11-1          |
| Herrendoppel | Atik Jauhari T. Budiman       | Setia Hermanto Lie Wan Chi | 15-5, 15-6          |
| Damendoppel  | Barbara Lord Deirdre Tyghe    | Kay Nesbit Gudrun Ziebold  | 15-10, 10-15, 15-11 |
| Mixed        | Kenneth Parsons Deirdre Tyghe | John Abrahams Barbara Lord | 15-7, 4-15, 15-3    |